# Abisare
Abisare war nach mittlerer Chronologie von 1906 bis 1896 v. Chr. König von Larsa. Er folgte dort Gungunum auf den Thron. Jahresnamen aus seiner Regierungszeit zufolge errang er in seinem 10. Regierungsjahr einen Sieg über die Stadt Isin. Sonst werden vor allem seine umfangreichen Kanalbaumaßnahmen gerühmt.